# General Las Heras partido
General Las Heras egy partido (körzet) Argentínában a Buenos Aires tartományban. A fővárosa General Las Heras.

## Települések
| - General Las Heras - Villars - General Hornos - Plomer | - La Choza - Lozano - Enrique Fynn |